# Sigtuna
Sigtuna városa egy nagy történelmi múltra visszatekintő svéd város. A róla elnevezett, Stockholmhoz közel eső Sigtuna községben található, de annak Märsta város a központja, nem pedig Sigtuna.

## Történelem
A Mälaren tó mellett fekvő várost Erik Segersäll alapította 980 körül. Városi privilégiumait Olof Skötkonungtól kapta 1010-ben. Az 1100-as évek végétől mintegy 250 éven át virágzott királyi és kereskedelmi központként. A 990-es években itt verték az első svéd pénzérmét Olof Skötkonung uralkodása alatt.
A várost 1187-ben külső támadás dúlta fel, kissé a vikingek által korábban másutt végrehajtott támadásokhoz hasonló módon. A támadók kilétét illetően vita van a történészek között, a források „keleti barbárokról" szólnak. Észtekről, lettekről, karéliaiakról, valamint Novgorod alattvalóiról vannak feltételezések. A legvalószínűbbnek azt tartják, hogy az észt szigetek (Saaremaa) lakói voltak a támadók. Mindenesetre a város híres kincse, egy bronzkapu, Novgorodba került a támadást követően.
Sigtuna nagyjából kiheverte a csapást, és jelentős város maradt a későbbiekben is, de az 1400-as években fokozatosan háttérbe szorult Uppsala, Visby, Kalmar, majd Stockholm mögött.

## Népesség
A település népessége az alábbi módon változott:
| Lakosok száma | 2580 | 3234 | 4214 | 8444 | 9074 | 9224 | 9312 | 9508 | 9689 | 10 407 |
|               | 1960 | 1965 | 1970 | 2010 | 2015 | 2016 | 2017 | 2019 | 2020 | 2023   |

## Turizmus
Sigtuna népszerű idegenforgalmi hely. Fontos oktatási intézményei vannak, XVI. Károly Gusztáv király is tanult itt ifjúkorában. Középkori kőtemplomok maradványai láthatók a városközpont közelében.

## Külső hivatkozások
- Sigtuna elfoglalása (1187)
- Sigtunas förhärjning 1187
- Om händelser 1187(Angol)
- Sigtuna museum
- Sigtuna turism